# Августус, Евгений Фёдорович
Евгений Фёдорович Августус (16 декабря 1874 (4 декабря по старому стилю) — 2 октября 1914 (19 сентября по старому стилю), деревня Курьянки (Kurianki Pierwsze) Сувалкской губернии) — офицер Русской Императорской армии, участник англо-бурской войны на стороне буров.

## Биография
Родом из Курляндской губернии.
Окончил Виленское пехотное юнкерское училище (1896), поступив в чине подпоручика в 97-й Лифляндский пехотный полк, затем переведён в 189-й Белгорайский резервный пехотный полк.
В 1899 году, не увольняясь из русской армии, взял 11-месячный отпуск для поездки на театр военных действий. Участвовал в сражениях при Стромберге, Питерсхилле, в осаде Ледисмита. В течение войны писал для «Нового времени» и других газет, а после её завершения издал книгу «Воспоминания участника англо-бурской войны 1899—1902 гг.».
Вернувшись в Россию, зачислен в 192-й Ваврский пехотный резервный полк, в 1901 году получил чин поручика.
Участвовал в Русско-японской войне, после которой продолжал службу в Сибири, в 30-м Сибирском стрелковом полку.
Участвовал в 1908—1909 годах в разведывательной миссии в Монголии, дневник которой опубликовал в 1914 году («С разведчиками 30-го полка по Урянхайскому краю и Монголии»). В 1914 году произведён в штабс-капитаны.
Участник Первой мировой войны. Погиб в бою у деревни Курьянки Сувалкской губернии.